# Licentiera
Denna artikel handlar om en historisk term. Se även Licentiatexamen.
Att licentiera, från franskans licencier, var under frihetstiden en term för ståndsriksdagens avskedande av icke önskvärda riksråd.
Det ansågs inte innebära full avsättning, utan endast en förlust av ständernas förtroende och ett följaktligt avlägsnande från rådsämbetets utövning, men med bevarande av rådsvärdigheten och i regel med en årlig pension.
Denna skenbart skonsamma avsättningsform uppfanns av Hattarna vid Hornanhängarnas fall 1739. Riksråd, inklusive de licentierade, var utestängda från riddarhusets förhandlingar, så en licentierad hade alltså mindre inflytande i rikets politik än om vederbörande blivit fullständigt avskedad.